# Immingerode
Immingerode is een (schilderachtig gelegen) dorp in de Duitse gemeente Duderstadt in de deelstaat Nedersaksen. In 1973 werd het dorp bij Duderstadt gevoegd. Het ligt 3 km ten zuid-zuidwesten van de stad.
Immingerode wordt voor het eerst vermeld in een oorkonde uit het einde van de twaalfde eeuw. Het dorp was een van de Raadsdorpen van Duderstadt en kende van de 15e tot in de 19e  eeuw veel ellende door oorlogsgeweld, ziekten en andere rampen. Ook moesten veel boeren in het dorp tienden aan de stad (in natura, te weten in graan) afdragen, en hand-en-spandiensten verrichten, zodat dezen de facto horigen van het stadsbestuur waren. Aan deze misstanden kam in de 19e eeuw een einde. Aan het eind van de Tweede Wereldoorlog en opnieuw in 1990 was het dorp een toevluchtsoord voor vele tientallen vluchtelingen, vooral mensen met Duitse voorouders.
Het dorp heeft een aan Johannes de Doper gewijde rooms-katholieke kerk uit 1721. 

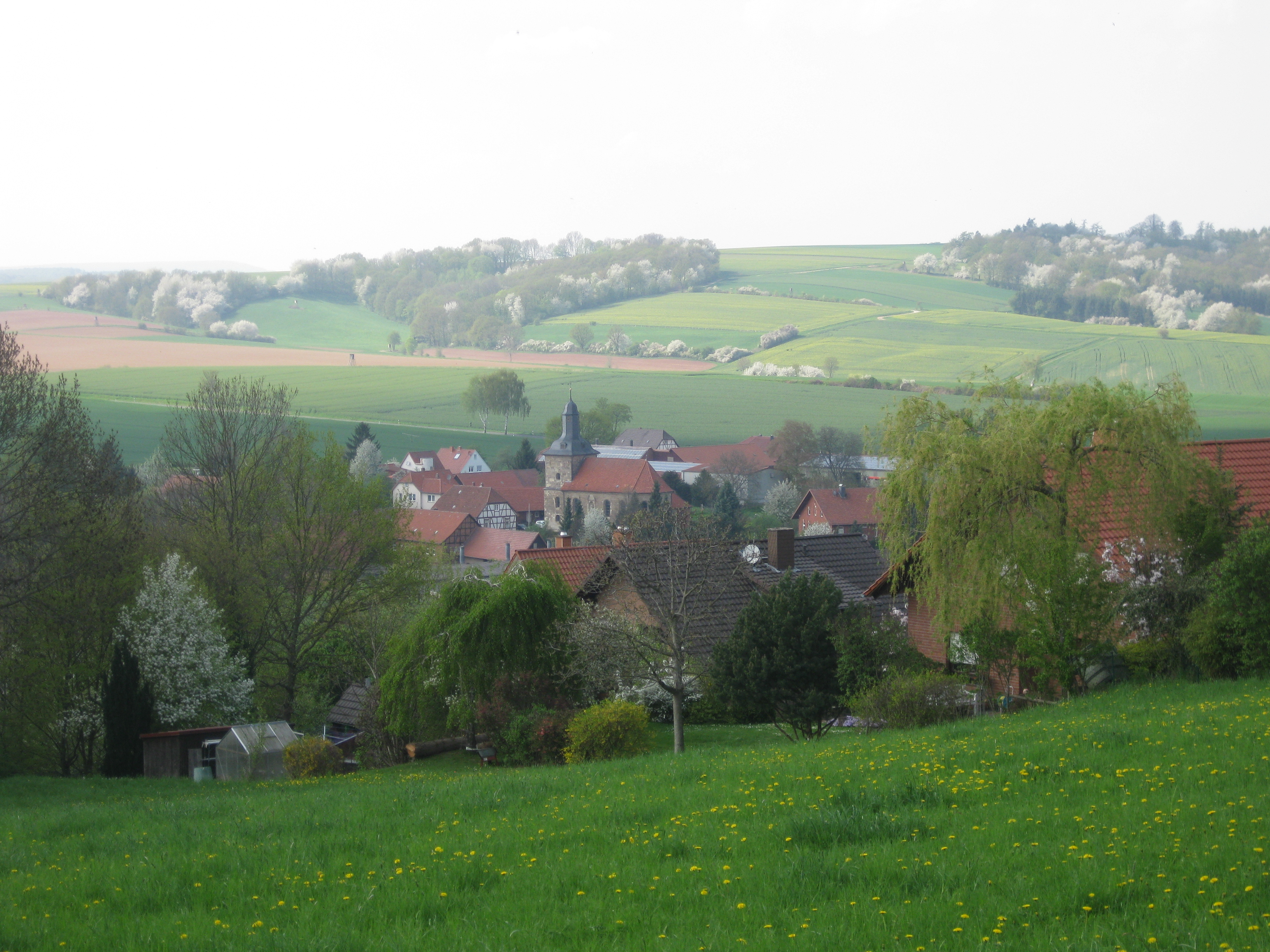
Blik vanaf de voet van de Pferdeberg op Immingerode
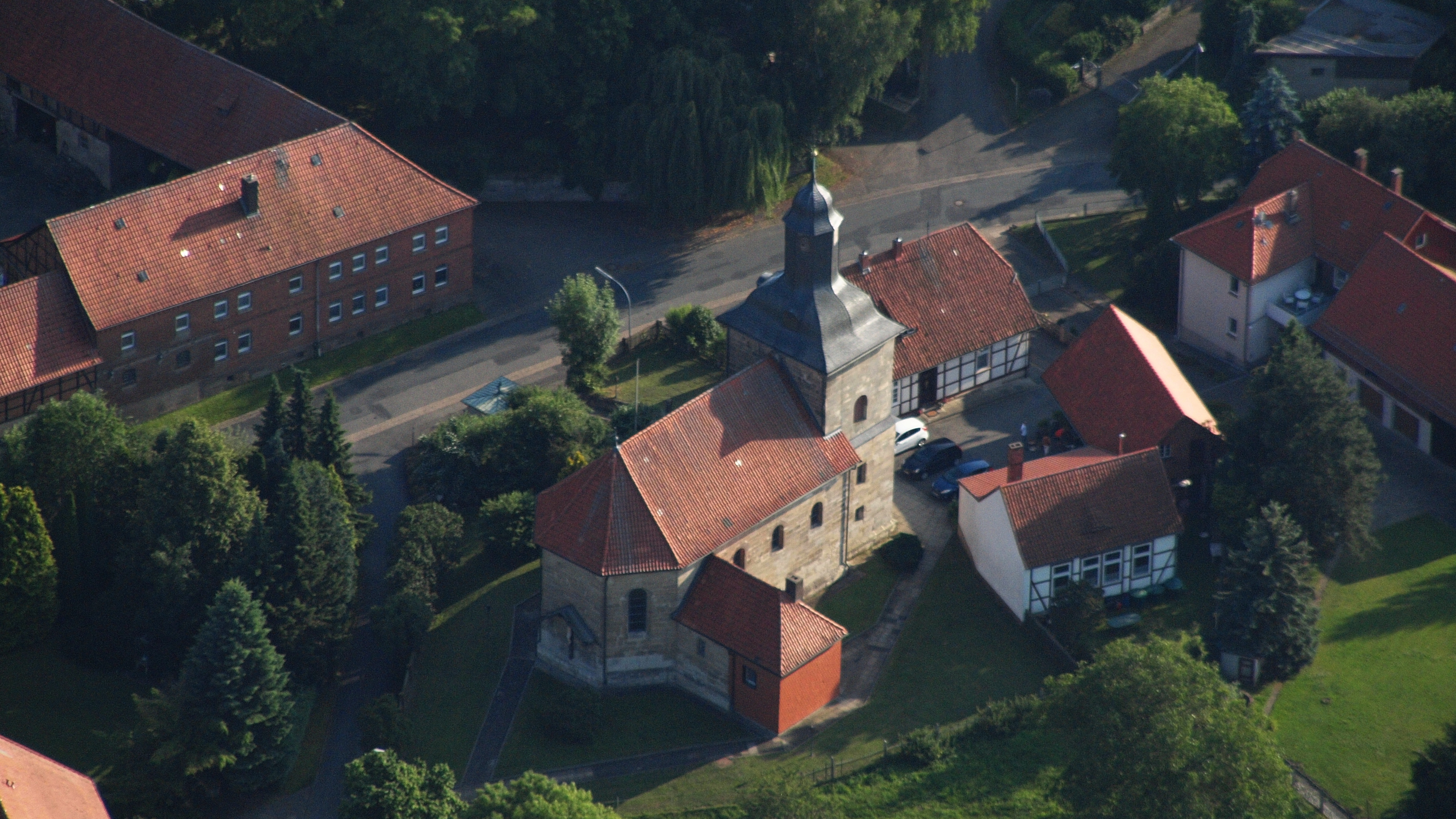
Luchtfoto van de Johannes-de-Doperkerk
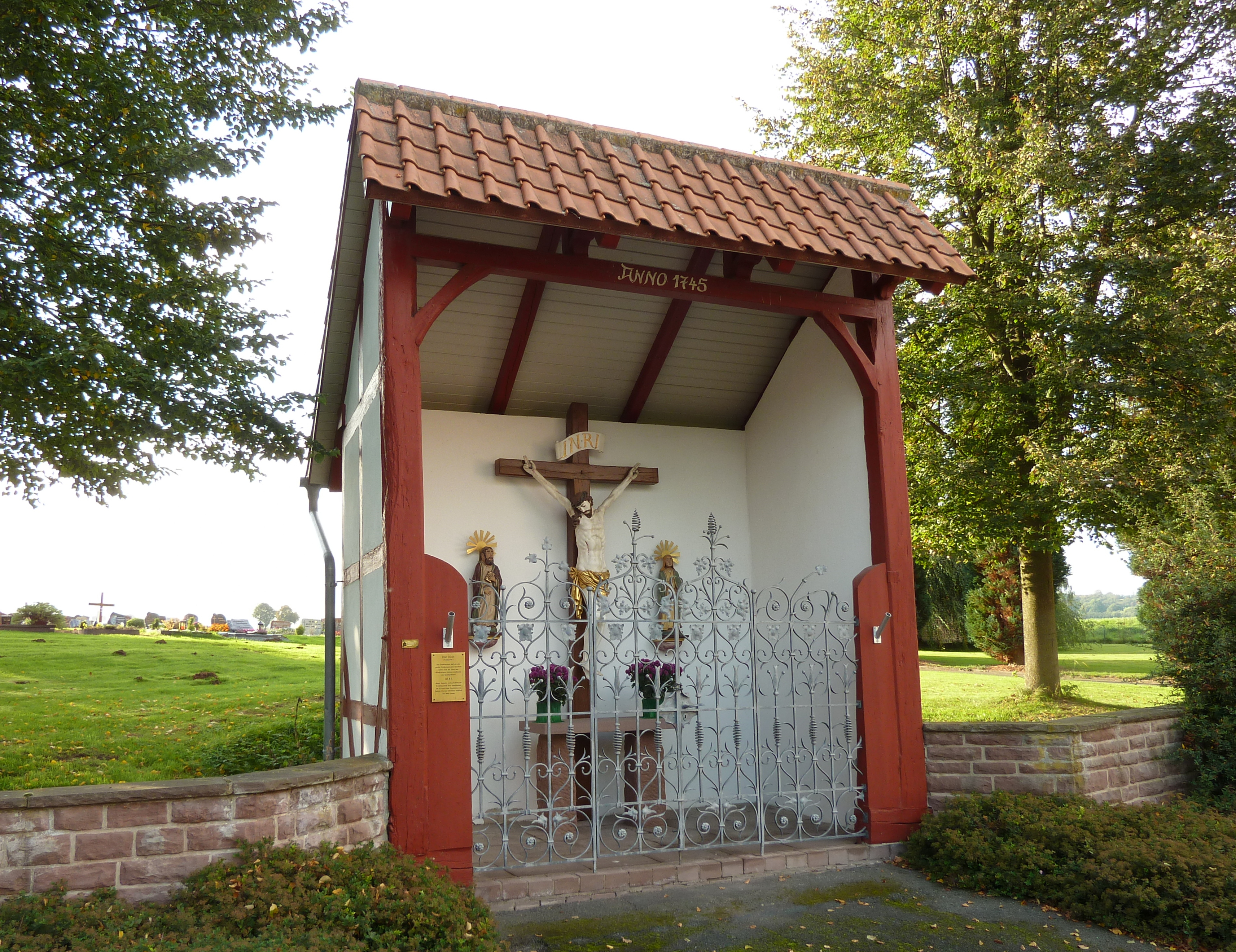
De Klus, een kapelletje ter gedachtenis aan een pestepidemie uit 1682